# Israël Yuval
Pour les articles homonymes, voir Yuval.
Israël Jacob Yuval (en hébreu : ישראל יעקב יובל), né le 1er octobre 1949 au kibboutz Sdé Eliahou, près de Beït Shéan, en Israël, est un historien israélien spécialiste du judaïsme médiéval. Professeur à l'Université hébraïque de Jérusalem, il est reconnu pour ses travaux sur les relations entre judaïsme et christianisme dans l'Antiquité tardive et le Moyen Âge.

## Biographie
Yuval grandit dans un environnement religieux au sein du kibboutz Sdé Eliahou. Il étudie l'histoire juive à l'Université hébraïque de Jérusalem, où il devient professeur au département d'histoire juive. Il y occupe la chaire Teddy Kollek pour l'étude des aspects culturels de Vienne et de Jérusalem.
Il est également directeur académique de l'École Mandel d'études avancées en sciences humaines et fondateur du centre interdisciplinaire Scholion, qu'il dirige de 2002 à 2010. Il a aussi piloté le projet Germania Judaica (de) en Israël (1998–2008) et coédité la revue Tarbiz (en).

## Travaux
Ses recherches portent sur les dynamiques historiques et symboliques entre juifs et chrétiens dans l'Europe médiévale, en particulier sur la manière dont le judaïsme ashkénaze s'est construit en dialogue — souvent conflictuel — avec le christianisme. Il défend l'idée que les deux religions sont sœurs plutôt que mère et fille, et que le judaïsme médiéval a intégré des éléments chrétiens dans ses rituels et représentations et explore comment les deux traditions se sont façonnées par opposition ou par réflexion mutuelle, dépassant l'idée de filiation unilatérale. Il insiste sur une relation de « fraternité conflictuelle », à la fois rivale et fondatrice,. Son ouvrage majeur Deux peuples en ton sein : Juifs et chrétiens au Moyen Âge (titre original : שתי גויים בבטנך, 2000), explore cette thèse à travers des figures bibliques comme Jacob et Ésaü, et des rituels parallèles comme Pessa'h et Pâques : 
- (he) Israel Jacob Yuval, שתי גויים בבטנך, Tel Aviv, Am Oved,‎ 2000

L'ouvrage est traduit : 
- en anglais : (en) Israel Jacob Yuval (trad. Barbara Harshav et Jonathan Chipman), Two Nations in Your Womb: Perceptions of Jews and Christians in Late Antiquity and the Middle Ages, Berkeley, University of California Press, 2006 (ISBN 978-0520258181)
- en français : Israel Jacob Yuval (trad. Nicolas Weill, préf. Juliette Sibon), Deux peuples en ton sein : Juifs et chrétiens au Moyen Âge, Paris, Albin Michel, coll. « Bibliothèque Albin Michel. Histoire », 2012 (ISBN 978-2-226-24163-4)

## Récompenses et distinctions
- Prix Bialik (Israël), pour l'ensemble de ses travaux en sciences humaines
- Prix Pierre A. Bernheim de l'Académie des inscriptions et belles-lettres[4]
- Membre élu de l'Académie israélienne des sciences et lettres

## Études secondaires et critiques
- Dominique Iogna-Prat, « Deux peuples en ton sein, recensions », Cahiers de recherches médiévales et humanistes, vol. 25,‎ 2013, p. 289–291
- Israel Yuval, « L'articulation entre judaïsme et christianisme à travers le Midrash », Tenou'a,‎ 2016 (lire en ligne)